# Městská knihovna v Praze

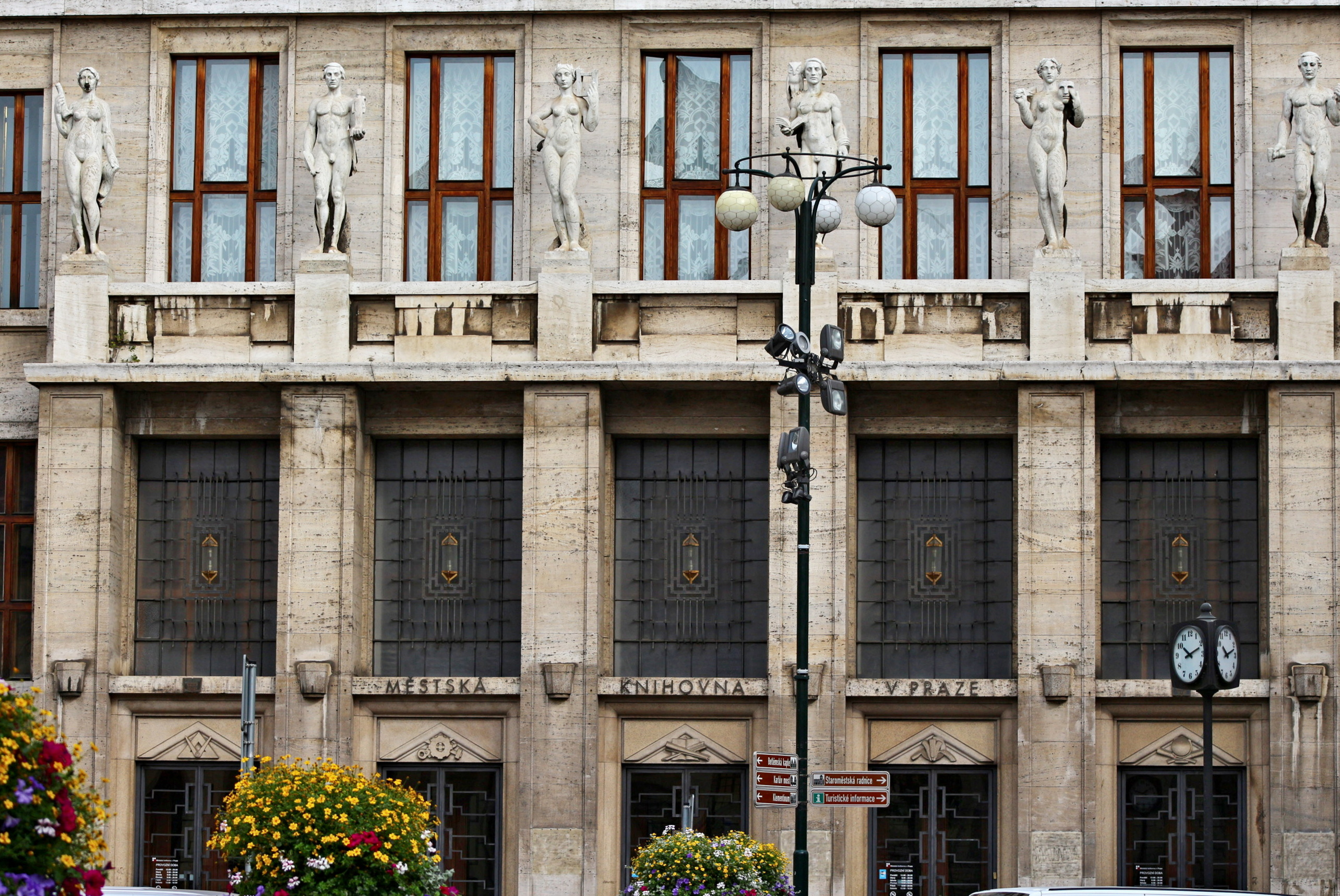
Šest alegorií od Ladislava Kofránka nad hlavním vstupem

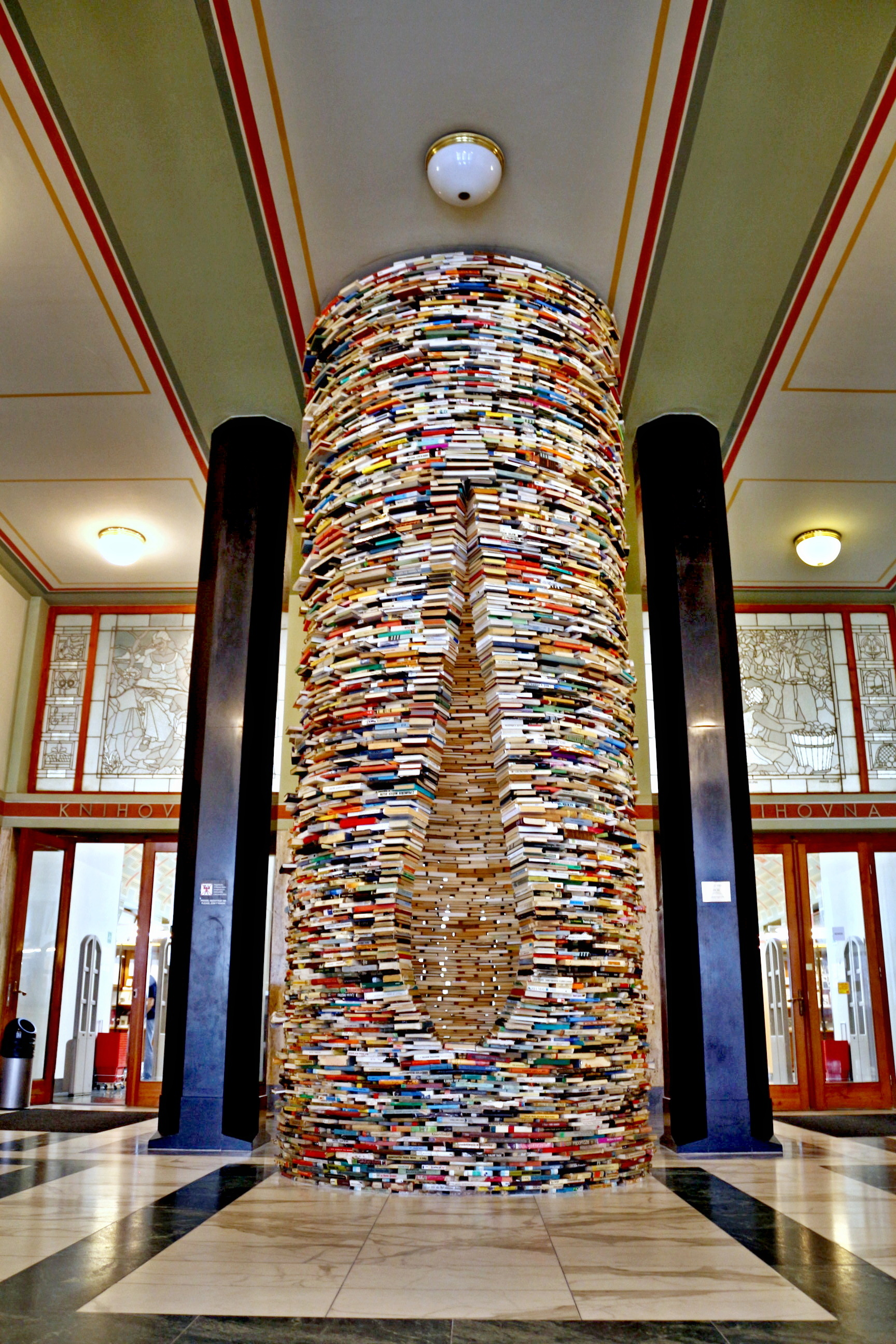
Idiom, tubus z knih ve foyeru

Městská knihovna v Praze je největší veřejná knihovna v hlavním městě Praze. Jde o otevřenou instituci, která nabízí přístup k beletrii i k literatuře naučné pro děti a dospělé. Ve fondu má CD s hudbou i mluveným slovem, DVD s českými i zahraničními filmy, dále mapy, noty, MP3, noviny a časopisy, grafiky a reprodukce. Zajišťuje svým čtenářům bezplatný přístup k mezinárodním informačním databázím, ale také umožňuje veřejnosti využívat internet na PC nebo bezplatné připojení k wi-fi. Služby pro veřejnost jsou na světové úrovni. Knihovna kromě informačních a rešeršních služeb pořádá akce pro veřejnost, koncerty, divadelní a taneční představení, besedy s autory, módní přehlídky, diskuse. Jedná se o jednu z nejvýznamnějších knihoven v Česku.

## Historie Městské knihovny vPraze

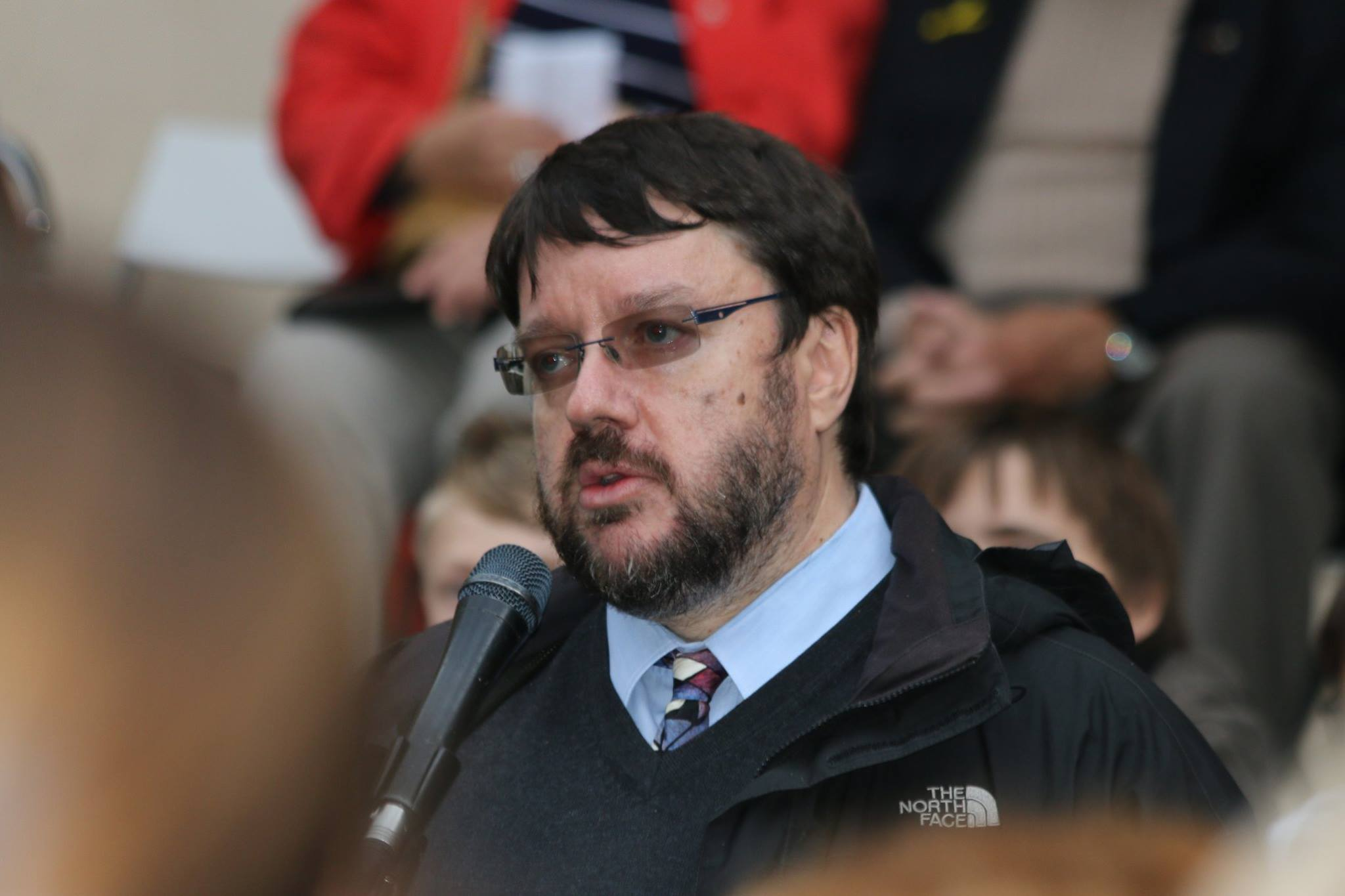
Tomáš Řehák, ředitel

První veřejná knihovna v Praze zahájila činnost 1. července roku 1891. Na počátku měla 3 370 knih, které byly využívány v půjčovně a čítárně. Od roku 1903 nalezla své trvalé umístění na nároží Platnéřské ulice, Žatecké ulice a Mariánského náměstí na Starém Městě, tedy v místech, kde stojí i její nynější Ústřední budova. V letech 1898–1920 byl ředitelem knihovník a známý básník Antonín Sova, který začal budovat systém katalogů, založil prvních šest poboček a snažil se prosadit, aby knihovna získala „důstojnou budovu ve středu města“.
Dne 1. ledna 1922 vstoupil v platnost zákon spojující Prahu a dalších 38 měst a obcí. Vzápětí byl schválen návrh na spojení knihoven těchto obcí a na vytvoření jednotné Knihovny hlavního města Prahy. Knihovní síť tvořila Ústřední knihovna a dalších 40 knihoven na území města. Fond měl asi 260 tisíc svazků a ročně se uskutečnilo takřka 700 tis výpůjček. Došlo ke sjednocení signatur a katalogů a k centralizování nákupu knih. Vznikaly i další knihovny, v roce 1938 byla knihovna na 50 místech v Praze (knihovní fond 640 tisíc svazků, počet výpůjček cca 2 miliony). Významnou roli v rozvoji knihovny sehrál dr. Jan Thon, který byl jejím ředitelem v letech 1920–1942 a 1945–1948.
V době německé okupace došlo k vyřazení tisíců knih, z nacistického hlediska závadných rasově, politicky a ideologicky, několik pracovníků knihovny bylo uvězněno. Rok 1945 znamenal obnovení normální činnosti a návrat vyřazených knih, ale po únoru 1948 nastala totální ideologizace veškeré činnosti knihovny a značný organizační chaos. Došlo k vyřazování a likvidaci části fondu a také k personálnímu postihu řady kvalifikovaných pracovníků.
Ve druhé polovině 50. let byla postupně obnovována odborná úroveň knihovny, 60. léta přinesla rozvoj knihovnických služeb. V roce 1966 se MKP stala spoluorganizátorem pražského sympozia o velkoměstských knihovnách a jedním z iniciátorů vzniku INTAMEL (Mezinárodní sdružení velkoměstských knihoven). Svým akčním programem se roku 1968 knihovna přihlásila k požadavkům tzv. pražského jara. Bylo otevřeno 12 nových poboček a zřízena další specializovaná oddělení (např. studovna pragensií). Součástí knihovny se stala i „Lidová univerzita vědy, techniky a umění“, zabývající se osvětovou a kulturně vzdělávací činností, která v relativně příznivém ovzduší doby získala knihovně značnou popularitu.
Takzvaná „normalizace“ 70. let přinesla opět silný ideologický tlak, vytváření nových „libri prohibiti“, úplné zmrazení mezinárodní spolupráce a celkovou stagnaci knihovny. Od konce 70. let došlo postupně k vnitřní obnově práce knihovny. Revoluce v roce 1989 znamenala návrat ke standardnímu postavení knihovny v demokratické společnosti.
V roce 2015 provozovala MKP 40 poboček a tři bibliobusy. Největší knihovnou v síti je Ústřední knihovna na Mariánském náměstí. Ředitelem knihovny je Tomáš Řehák.
V současné době se jedná o jednu z nejvýznamnějších a rovněž nejštědřeji financovaných knihoven v Česku. Knihovna má celostátní význam i proto, že data o jednotlivých knihách poskytuje ostatním knihovnám v ČR a má tak vliv na fungování české knihovní sítě.

### Ředitelé a správci knihovny
| 1910–1920       | Antonín Sova (1864–1928)                            |
| 1920–1942       | PhDr. Jan Thon (1886–1973)                          |
| 1942–V/1945     | Dr. Jan Grmela (1895–1957)                          |
| V/1945–XI/1948  | PhDr. Jan Thon (od února 1948 souběžně se správcem) |
| II/1948–VI/1949 | Jaroslav Frey (1902–1983), pověřen vedením knihovny |
| VI/1949–IV/1950 | PhDr. Jaroslav Kunc (1912–1983)                     |
| X/1951–II/1954  | Josef Šmídt                                         |
| II/1954–II/1957 | Josef Hušek (1912–1981)                             |
| III/1957–X/1970 | PhDr. Rudolf Málek (1919–2001)                      |
| XI/1970–IX/1978 | RNDr. Vladana Čeledová (* 1919)                     |
| X/1978–VI/2002  | Mgr. Anna Bimková (* 1941)                          |
| VII/2002–dosud  | RNDr. Tomáš Řehák (* 1964)                          |

## Ústřední knihovna

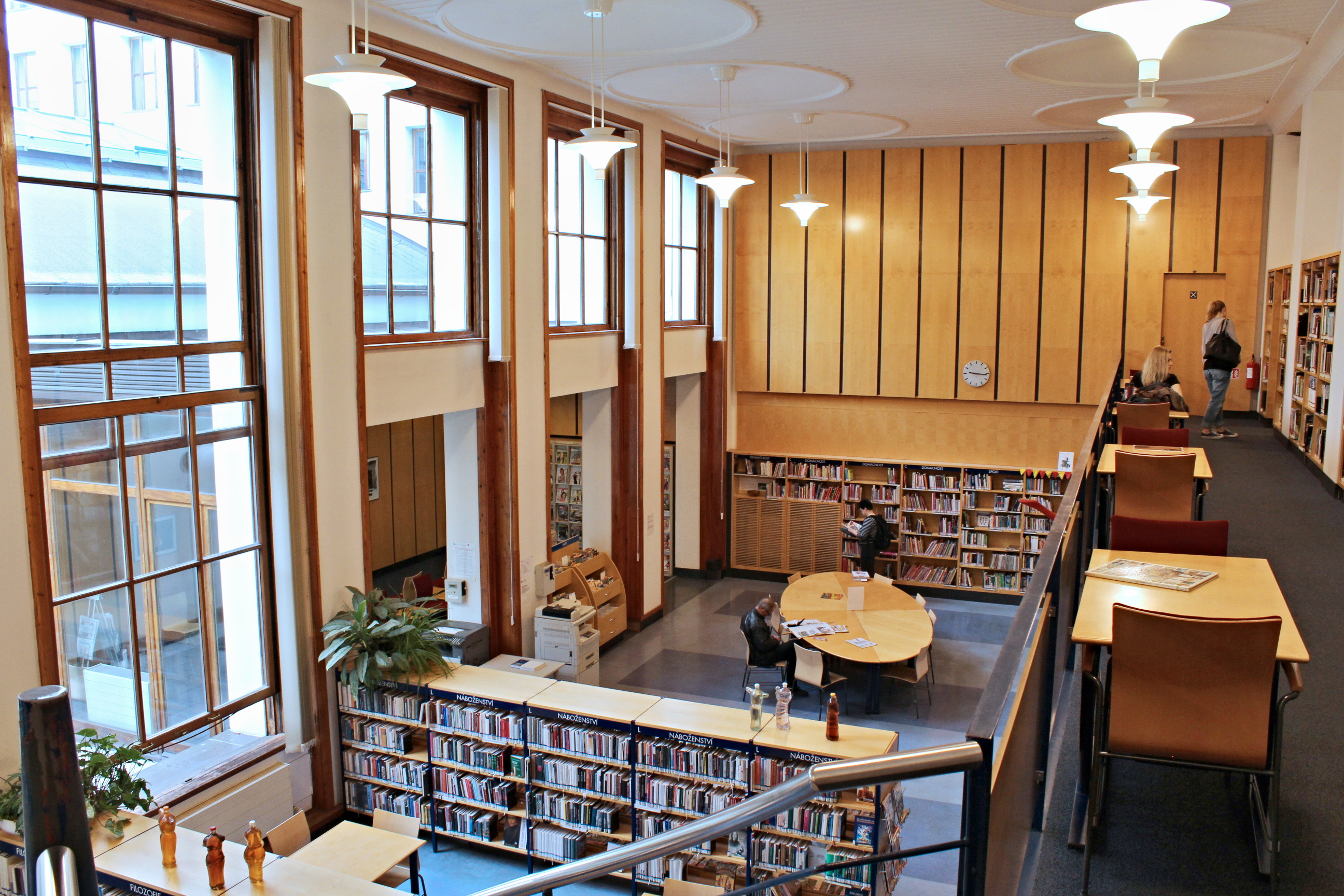
Interiér hlavní budovy

Ústřední knihovna sídlí v domě čp. 98/I na Mariánském náměstí na Starém Městě, s bočními fasádami v ulicích Valentinská 2 a Žatecká 1. Byla postavena v letech 1925–1928 podle projektu Františka Roitha z prostředků Pražské městské pojišťovny. Byla to první účelová knihovnická stavba v Československu a zároveň jedna z nejmodernějších v Evropě. Byla dimenzována pro širokou škálu nejen knihovnických, leč i koncertních, osvětových a výstavních činností. Rozsáhlé a moderně pojaté skladištní zázemí umožňovalo dynamický růst knihovního fondu. Budovu vystavěly firmy Václava Nekvasila a bratří Kavalírů. Dílčí přestavby se uskutečnily v letech 1936-1937 a 1939 (arch. Jan Sokol pro sbírku starého umění), 1958, 1963 (úprava hlediště velkého sálu) a 1988-1989 (Bohumil Fanta: zastřešení dvora). . 
Poslední rekonstrukce proběhla v letech 1996–1997 a restaurátoři se snažili budovu uvést do stavu, v jakém vítala první čtenáře před sedmdesáti lety.
Ve foyer budovy je od roku 1998 umístěn tzv. Idiom, sloup z 8000 knih, slovenského umělce Mateje Kréna.
Hlavní vchod kryje pětiosý portikus. V jeho oknech jsou dekorativní mříže podle návrhu Karla Štipla, a nad nimi malé tympanony s pěti plastikami, symbolizujícími odvětví lidské práce. Na portiku je na balkóně 1. patra umístěno šest soch alegorií umění od sochaře Ladislava Kofránka. Sochy představují po řadě literaturu, sochařství, hudbu, filosofii, drama a stavitelství. Plocha fasády je obložena hořickým pískovcem a dělí ji jednoduché římsy. Plastickou výzdobu se znaky města Prahy má i tympanon nad levým bočním vchodem v podloubí, vedoucím do rezidence pražského primátora.  

## Informační středisko v Ústřední knihovně
Informační středisko vzniklo v roce 1998 po celkové rekonstrukci Ústřední knihovny, při které došlo jak ke stavebním úpravám, tak k úplné automatizaci knihovnických agend. Informační středisko bylo vytvořeno za účelem poskytování informací o Městské knihovně v Praze (provozní doba, poskytované služby, knihovní fond, vyhledávání v elektronickém katalogu), dále poskytování faktografických (vyhledávání konkrétních informací), bibliografických (vytvoření seznamu titulů k danému tématu) a referenčních informací (informace o tom, kde jinde by Vám odborně pomohli). Služby Informačního střediska mohou bezplatně využívat všichni návštěvníci hlavního města, jelikož k jeho využívání není potřeba vlastnit čtenářský průkaz. K vyhledávání informací knihovníci využívají příruční fond, elektronické zdroje, elektronický katalog, Internet, informační materiály (např. letáky, brožury). Jelikož je Informační středisko součástí Ústřední knihovny, je provozní doba stejná jako v knihovně.

### Příruční fond
Zpočátku obsahoval příruční fond cca 700 svazků (základní encyklopedie, slovníky, příručky, tištěné Sbírky zákonů od roku 1992). Postupně se fond rozrůstal o dokumenty týkající se Evropské unie. Dále v Informačním středisku najdete kulturní programy, letáky, plakáty a propagační materiály pražských (případně celostátních) institucí a organizací. V současnosti knižní fond obsahuje cca 200 svazků. Ke zmenšení fondu došlo nejen z důvodu převedení většiny knih na absenční půjčování, ale také kvůli využívání elektronických informačních zdrojů prostřednictvím internetu a licencovaných databází.

### Elektronické zdroje
Mezi elektronické zdroje, které Informační středisko nabízí, patří například databáze NewtonOne (jedná se o kompletní mediální archiv od roku 1996) a Beck-online (denně aktualizovaná sbírka právních předpisů). Další databáze jsou dostupné i z domova (např. EBSCO, Oxford Music Online, Naxos Music Library).

### Počítačová studovna
V počítačové studovně je k dispozici pro uživatele zdarma 10 počítačů pro práci s internetem. Je možné využít již nainstalované kancelářské programy LibreOffice nebo OpenOffice, které slouží buď pro psaní textů nebo k vytváření tabulek či prezentací. Dále je k dispozici Adobe Reader, díky kterému je možné si prohlížet PDF dokumenty, Skype či editor fotografií. K počítačům lze připojit USB flash disk a vlastní sluchátka. Prostřednictvím tiskárny uživatelé mohou vytisknout dokumenty (černobílý i barevný tisk), jedná se však o placenou službu.
Pokud čtenář vlastní platný čtenářský průkaz a nemá vůči knihovně žádné závazky (např. zpozdné, náhrady škod), může využívat služby počítačové studovny 60 minut denně s tím, že si jednou týdně může zarezervovat jednu hodinu. Uživatelé bez platného čtenářského průkazu mají nárok na 30 minut denně bez možnosti rezervace.
Pro používání internetu ve studovně musí uživatelé respektovat pravidla:
- uživatel nesmí měnit nastavení PC, instalovat žádné programy a vykonávat činnost, která by vedla k poškození PC
- pokud vzniknou knihovně náklady v důsledku neadekvátního používání PC, je uživatel povinen náklady uhradit
- uživatel musí respektovat právní řád České republiky a soukromí ostatních uživatelů (např. neporušovat autorská práva, nevytvářet internetové stránky propagující rasismus nebo podněcující k užívání drog a šíření pornografie)

### Pragensia
Další nedílnou součástí Informačního střediska je specializované oddělení – Pragensia. K prezenčnímu studiu je uživatelům k dispozici fond, který obsahuje téměř 9000 knihovních jednotek a každým rokem se jeho počet navyšuje. Do fondu spadají monografie, brožury, průvodce, plány, mapy, regionální tisky, periodika, soubory výstřižků na jednotlivá pragensijní témata a CD-romy. Fond je uspořádaný tematicky:
- pražské dějiny, politika a ekonomika
- pražská kultura, umění a společnost
- pražský místopis
- pražská příroda, věda a technika
- beletrie o Praze

Některá vybraná pragensia (cca 2000 titulů) byla digitalizovaná v rámci projektu HISPRA a zpřístupněna prostřednictvím E-knihovny na stránkách Městské knihovny v Praze. Dále je možné využít Kramerius nebo aplikaci Praha v knihovně.

### Dílna
Prostor nabízející zájemcům místo pro coworking, studium, setkávání a spoustu dalších aktivit, které buď pořádá Městská knihovna nebo si je zde může veřejnost uspořádat sama. Dílna může celkově hostit až 25 lidí pohodlně sedících u stolů, k tomu je ještě dalších 20 skládacích židlí, které lze uspořádat například jako hlediště. Užití Dílny je zdarma, pokud má alespoň jeden z dvojice či skupiny platný čtenářský průkaz.

### Počítač pro handicapované uživatele
V Informačním středisku je možné využít i počítač pro handicapované uživatele. Uživatel má k dispozici:
- aplikaci ABBYY FineReader, která slouží pro skenování a převod obrazových dokumentů na text
- program ZoomText – pro zvětšování a odečítání obrazovky hlasem
- internetový prohlížeč
- sluchátka, speciální klávesnici a myš

### Opencard, Lítačka
V Informačním středisku bylo možné si vyplnit a podat žádost o Lítačku (respektive Opencard) nebo si ji tam nechat poslat a následně vyzvednout. Nicméně od začátku roku 2017 byla spolupráce ukončena a Městská knihovna nové žádosti nepřijímá (jako čtenářský průkaz slouží Lítačka i nadále).

## Vzácné tisky MKP
MKP uchovává vzácné pražské tisky, a to v oddělení pragensií (část fondu je přístupna ve zdigitalizované formě), ale také v oddělení vzácných tisků. Tato kolekce byla v roce 2002 z velké části zničena povodněmi. Restaurátorské práce na velké části fondu byly dokončeny v roce 2012, kdy také byl fond vzácných tisků zpřístupněn odborné veřejnosti v badatelském režimu. Nejstarším svazkem je Pražská Bible vydaná v roce 1488. Tisk je příležitostně vystavován, poslední příležitostí, kdy si veřejnost mohla Pražkou Bibli z fondu MKP prohlédnout, byla výstava „Vylodění ve Smečkách“ ke 120. výročí založení Městské knihovny v Praze v pražské Galerii Smečky.

## Specializovaná oddělení
- Artotéka
- Divadelní a filmové oddělení
- Hudební oddělení
- Informační středisko
- Dílna
- Kulturní a vzdělávací centrum
- Oddělení digitalizace
- Pragensia
- Vzácné tisky
- Oddělení mobilních služeb
- Kreativní centrum UM
- Prostor Říše loutek[16]

### Divadelní a filmové oddělení
Divadelní a filmové oddělení je jedním ze specializovaných oddělení Městské knihovny v Praze již od roku 1942. Slavnostní otevření se konalo dne 1., nebo 2. listopadu 1942 za účasti filmových hvězd té doby včetně Adiny Mandlové nebo Hany Vítové. U vzniku oddělení stáli knihovníci Artur Salava a Ladislav Tumlíř.
Oddělení sídlí v budově Ústřední knihovny v prostorech s původním interiérem, který navrhl František Roith.
Ve fondu se nalézají:
- Divadelní hry českých a zahraničních autorů
- Naučné publikace z oboru teorie a dějiny divadla a filmu
- Vybrané filmové scénáře
- Odborná periodika
- Memoáry slavných osobností
- DVD s českými a zahraničními filmy
- Výstřižky kritik na divadelní inscenace, filmy a televizní filmy

Sbírky obsahují například první vydání divadelních her, první překlady děl Williama Shakespeara.
 

Oddělení se pravidelně zapojuje do celoevropské akce Noc divadel. Je členem mezinárodní organizace SIBMAS sdružující divadelní archivy, muzea a knihovny. Spolupracuje s dalšími specializovanými knihovnami, jako je knihovna Archivu Národního divadla, knihovna DAMU, knihovna Národního muzea v Praze či knihovna Národního filmového archivu.

## Pobočky

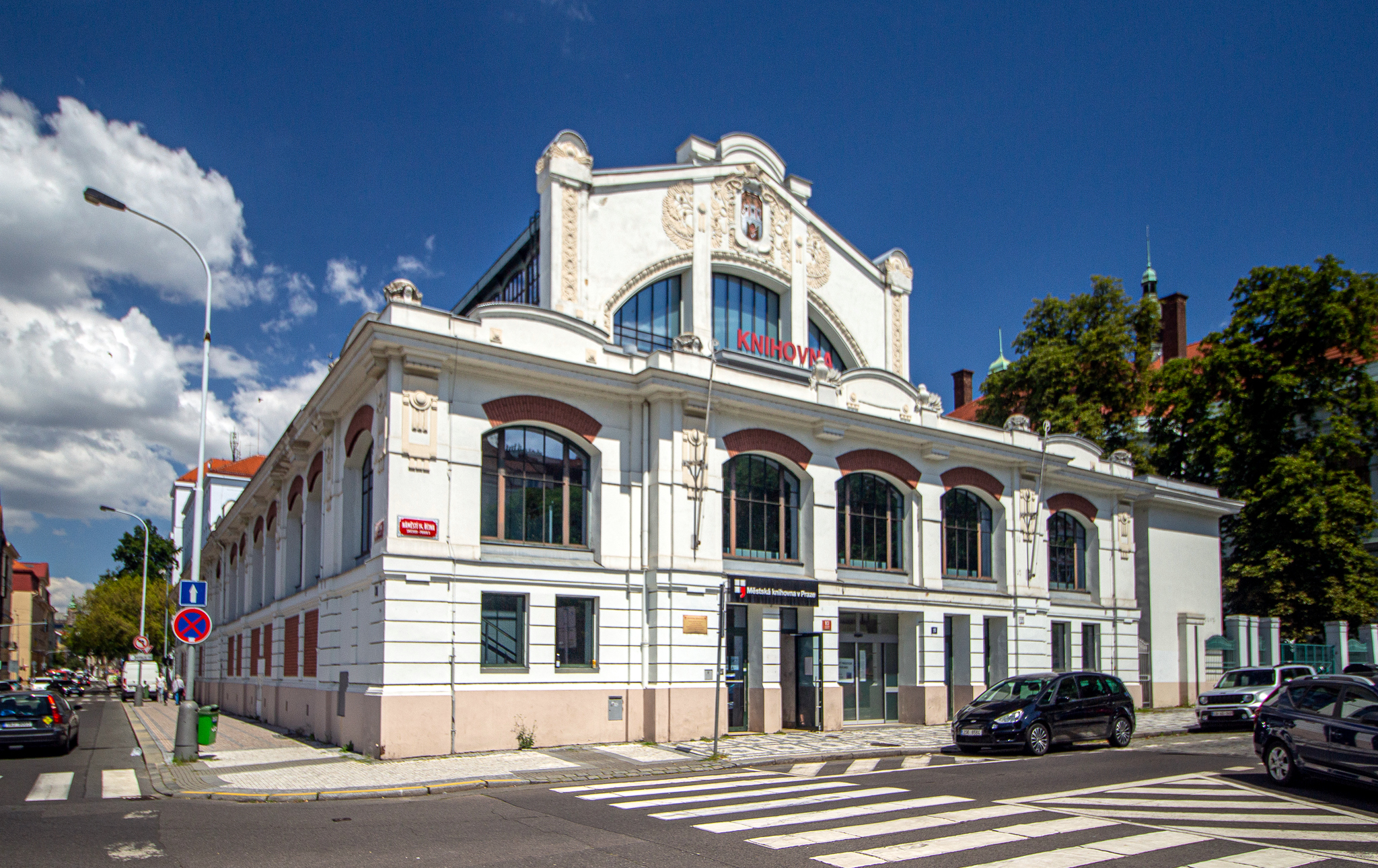
Pobočka Smíchov sídlí v secesní budově bývalé tržnice postavené v letech 1906–1908 podle návrhu architekta Aloise Čenského

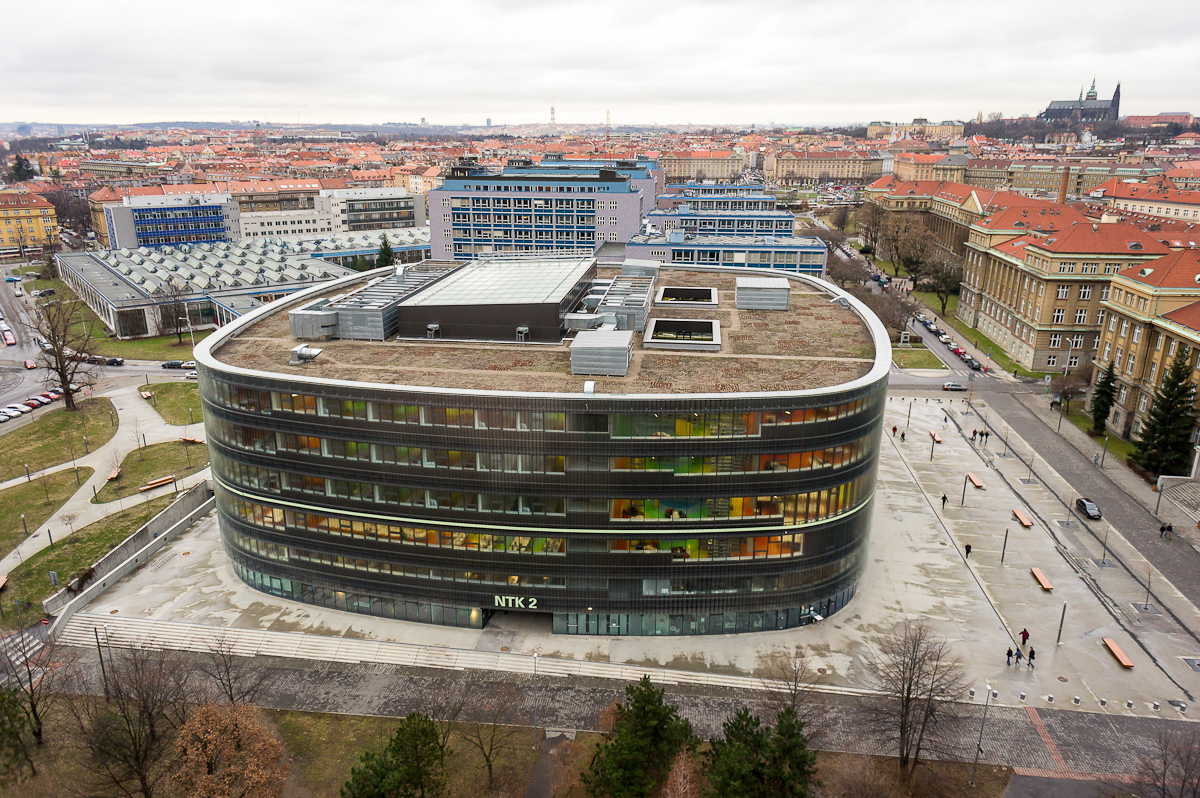
Pobočka Dejvice sídlí v nové budově Národní technické knihovny, která byla otevřena v roce 2009

Kromě Ústřední knihovny poskytuje Městská knihovna v Praze knihovnické služby v řadě svých poboček: Ty jsou umístěny zejména v částech Prahy připojených před rokem 1974 a na nových sídlištích, zatímco nověji připojené obce si mnohdy zachovaly své vlastní knihovny.

### Speciální pobočky
- oddělení digitalizace, Praha 1-Staré Město, Provaznická 385/3
- vzácné tisky, Praha 6-Hradčany, U Brusnice 324/9
- pojízdná knihovna, Praha 10-Hostivař, m. č. Praha 15, U továren 261/27
- DOK16 (sousedská dílna), Praha 5, Hořejší nábřeží, Kobka č. 16

### Místní pobočky

#### Praha 1
- „Školská“, Nové Město, Školská 1267/30
- „Hradčany“, Hradčany, Pohořelec 111/25

#### Praha 2
- „Záhřebská“, Vinohrady, Záhřebská 158/20
- „Dittrrichova“, Nové Město, Dittrichova 1543/2
- „Ostrčilovo náměstí“, Nusle, Ostrčilovo náměstí 518/1

#### Praha 3
- „Žižkov“, Žižkov, Husitská 110/70
- „Vozovna“, Žižkov, Za žižkovskou vozovnou 2687/18 (kulturní centrum Vozovna)

#### Praha 4
- „Pankrác“, Nusle, Na Veselí 542/5
- „Jezerka“, Michle, Nuselská 603/94
- „Krč“, Krč, Štúrova 1282/12 (Modrý pavilon)
- „Vikova“, Krč, Vikova 1223/4
- „Novodvorská“, Lhotka, sídl. Novodvorská, Novodvorská 1013/151 (kulturní centrum Novodvorská)
- „Spořilov“, Záběhlice, sídl. Spořilov II, Postupická 2932/7
- „Opatov“, Chodov, m. č. Praha 11, Opatovská 1754/14 (kulturní centrum Opatov)
- „Chodov“, Chodov, m. č. Praha 11, Jírovcovo náměstí 1782/1 (školní komplex)
- „Modřany“, Modřany, m. č. Praha 12, Vazovova 3229/1

#### Praha 5
- „Smíchov“, Smíchov, náměstí 14. října 83/15 (Smíchovská tržnice)
- „Ostrovského“, Smíchov, Na Skalce 972/29
- „Cibulka“, Košíře, Musílkova 335/62
- „Barrandov“, Hlubočepy, sídl. Barrandov, Wassermannova 926/16
- „Stodůlky“, Stodůlky, m. č. Praha 13, Kovářova 1615/4 (klub Mlejn)
- „Lužiny“, Stodůlky, m. č. Praha 13, Archeologická 2256/1 (obchodní centrum Lužiny)
- „Velká Chuchle“, Velká Chuchle, m. č. Praha 16, Starochuchelská 7/20

#### Praha 6
- „Dejvice“, Dejvice, Technická 2710/6 (Národní technická knihovna)
- „Břevnov“, Břevnov, Bělohorská 1666/56
- „Petřiny“, Břevnov, Mahulenina 31/17
- „Dědina“, Ruzyně, Žukovského 888/2 (OC Delta)

#### Praha 7
- „Letná“, Holešovice, Milady Horákové 387/56
- „Sedmička“, Holešovice, Tusarova 429/35

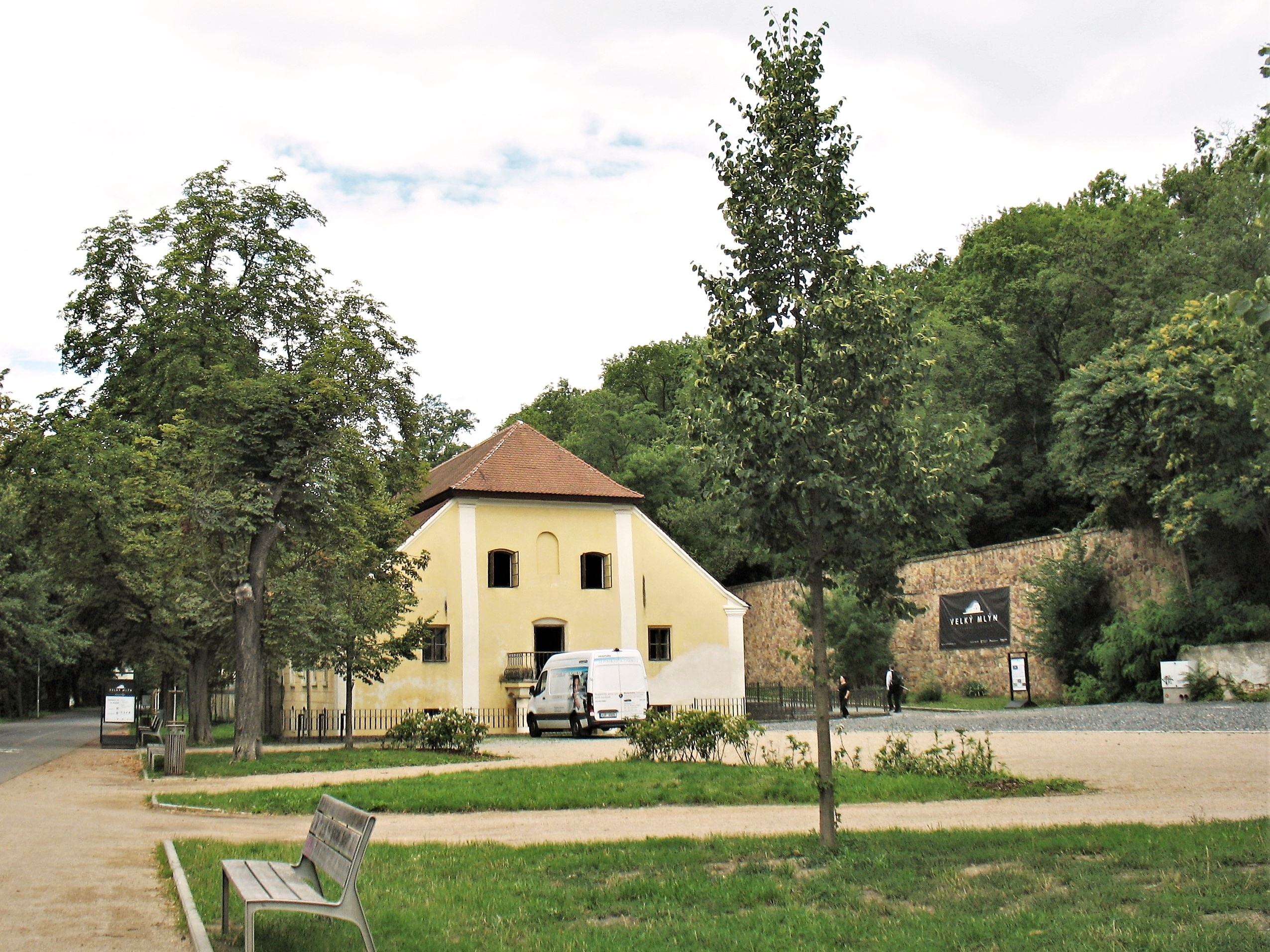
Velký mlýn v Libni. Pobočka knihovny byla v památkově chráněném objektu otevřena v červenci 2023

#### Praha 8
- „Kobylisy“, Kobylisy, Klapkova 3/26, oddělení pro děti na téže adrese je evidováno jako samostatná pobočka
- „Ládvi“, Kobylisy, sídliště Ďáblice, Burešova 1661/2 (kulturní dům Ládví)
- „Bohnice“, Troja, sídliště Bohnice, Těšínská 600/4 (kulturní centrum Krakov)
- „Velký mlýn“, Libeň, U Českých loděnic čp. 40/6 (kulturní centrum Velký mlýn)

#### Praha 9
- „Vysočany“, Vysočany, Zbuzkova 285/34
- „Prosek“, Prosek, sídliště Prosek, Měšická 806/3
- „Rajská zahrada“, Černý Most, m. č. Praha 14, Generála Janouška 1060/2; pobočka přejmenována z „Černý Most“ v roce 2021
- „Hloubětín“ (H55), Hloubětín, m. č. Praha 14, Hloubětínská 1138/5; do roku 2020 se pobočka nacházela na adrese Poděbradská 489/4
- „Kiosek“, Černý Most, m. č. Praha 14, Chlumecká 765/6, obchodní Centrum Černý Most; otevřena 22. března 2022 jako první samoobslužná knihovna v Praze

#### Praha 10
- „Dům čtení (Ruská)“, Praha 10-Vršovice, Ruská 1455/192
- „Hostivař“, Hostivař, sídliště Hornoměcholupská, m. č. Praha 15, Golfová 910/10
- „Korunni“, Vinohrady, Korunní 2160/68 (vedle vodárenské věže)
- „Malešice“, Praha 10-Malešice, Počernická 524/64 (Bytový dům Malešice)
- „Skalka“, Strašnice, sídliště Skalka, Rubensova 2237/2
- „Zahradní Město“, Záběhlice, sídliště Zahradní Město-východ, Topolová 2961/12a (kulturní dům Cíl)